# Cameron Stones
Pour les articles homonymes, voir Stones (homonymie).
Cameron Stones est un bobeur canadien, né le 5 janvier 1992 à Oshawa.

## Biographie
Il remporte aux Championnats du monde de la FIBT 2019 la médaille d'argent en bob à deux avec Justin Kripps et la médaille de bronze en bob à quatre avec Justin Kripps, Ryan Sommer et Ben Coakwell.
Stones annonce la fin de sa carrière en août 2022.

## Palmarès

### Jeux Olympiques
- : médaillé de bronze en bob à 4 aux JO 2022.

### Championnats monde
- : médaillé d'argent en bob à 2 aux championnats monde de 2019.
- : médaillé de bronze en bob à 4 aux championnats monde 2019.

### Coupe du monde de bobsleigh
- 21 podiums : 
  - bob à 2 : 2 deuxièmes places et 6 troisièmes places.
  - bob à 4 : 4 victoires, 3 deuxièmes places et 6 troisièmes places.

#### Détails des victoires en Coupe du monde
| Édition   | Bob à 2 | Bob à 4                     |
| 2018-2019 |         | Lake Placid                 |
| 2019-2020 |         | Lake Placid x2 Saint-Moritz |